# 東區役所前車站
東區役所前車站（日语：／ Higashikuyakusho-mae eki */?）是一位於日本北海道札幌市東區北13條東8丁目、隸屬於札幌市交通局的地下鐵車站。車站編號是H-05。

## 車站構造
位於與北13條北鄉通平行、與東8丁目、篠路通（通稱：北光線）的交差點的下方。1面2線島式月台的地下車站。

### 月台配置
| 月台 | 路線   | 目的地               |
| ---- | ------ | -------------------- |
| 1    | 東豐線 | 札幌、大通、福住方向 |
| 2    | 東豐線 | 榮町方向             |

## 車站周邊
- 札幌市東區役所
- 札幌大谷學園

## 历史
- 1988年12月2日－伴隨市營地下鐵東豐線的通車，東區役所前車站啟用。

## 相鄰車站
札幌市營地下鐵
 東豐線
環狀通東（H04）－東區役所前（H05）－北13條東（H06）

## 外部連結
- （日語）東區役所前站內配置圖（札幌市交通局）

1. ↑  “地下22メートル 盛大に発車式 札幌・地下鉄東豊線”. 北海道新聞 (北海道新聞社). (1988年12月1日)